# Harrie Lavreysen
Harrie Arnoldus Johannes Lavreysen (ur. 14 marca 1997 w Luyksgestel) – holenderski kolarz torowy, sześciokrotny medalista olimpijski oraz wielokrotny medalista mistrzostw świata i Europy.

## Kariera
Pierwszy sukces w karierze osiągnął w 2017 roku, kiedy zdobył dwa medale podczas mistrzostw świata w Hongkongu. Najpierw wspólnie z kolegami zdobył srebrny medal w sprincie drużynowym. Następnie zajął drugie miejsce w sprincie indywidualnym, rozdzielając Rosjanina Dienisa Dmitrjewa i Ethana Mitchella z Nowej Zelandii. Na rozgrywanych rok później mistrzostwach świata w Apeldoorn razem z Nilsem van ’t Hoenderdaalem, Jeffreyem Hooglandem i Matthijsem Büchlim zdobył złoty medal w sprincie drużynowym. Następnie zdobył złote medale w sprincie indywidualnym i drużynowym podczas mistrzostw świata w Pruszkowie w 2019 roku. Na mistrzostwach świata w Berlinie (2020) i mistrzostwach świata w Roubaix (2021) zwyciężał w keirinie, sprincie indywidualnym oraz drużynowym. Kolejne trzy medale wywalczył na mistrzostwach świata w Yvelines w 2022 roku, zajmując pierwsze miejsce w keirinie i sprincie indywidualnym oraz drugie miejsce w sprincie drużynowym.
Brał udział w igrzyskach olimpijskich w Tokio, zdobywając medale we wszystkich startach. Najpierw razem z kolegami z reprezentacji zdobył złoty medal w sprincie drużynowym. Następnie wygrał sprint indywidualny, wyprzedzając swego rodaka, Jeffreya Hooglanda i Jacka Carlina z Wielkiej Brytanii. Ponadto zajął trzecie miejsce w keirinie, plasując się za Brytyjczykiem Jasonem Kennym i Azizulhasnim Awangiem z Malezji.
Podczas mistrzostw świata w duńskim Ballerup zdobył trzy złote medale stając się najbardziej utytułowanym zawodnikiem w historii mistrzostw z 16. złotymi medalami.